# Petra Němcová
Petra Němcová (24 de juny de 1979, Karviná, República Txeca), és una model txeca. Ha fet diversos anuncis per a reconegudes marques de moda, com Clarins, Lancaster o Max Factor.

## Biografia
Es va convertir en model després de ser descoberta mentre caminava pel carrer als 16 anys durant una recerca de talents nacionals. Després de fer el seu primer treball com a model el 2001, Petra va començar a treballar amb models com Heidi Klum o Judit Mascó.
Va aparèixer a la portada del 2003 del Sports Illustrated swimsuit Issue, i també ha estat model per Victoria's Secret, entre moltes altres empreses en el mercat de les peces de vestir de la dona.
El 3 de juny de 2004, va ser un dels jutges de televisió, en la 53a edició de Miss Univers a Quito, Equador.

## Retirada del món de la moda
El desembre de 2004, la seva parella, el fotògraf britànic Simon Atlee va morir durant el tsunami de Phuket, a Tailàndia mentre tots dos es trobaven de vacances allà. Petra va patir diverses lesions, entre elles un trencament de pelvis, així com diversos danys interns i contusions. Va trigar diversos mesos a recuperar-se, i unes setmanes després va anunciar que es retirava definitivament del món de la moda, i que només treballaria com a model per una causa benèfica. Uns mesos més tard i després de la seva recuperació, va fundar l'ONG Happy Hearts, amb la qual promou la construcció d'escoles i dormitoris per als nens orfes pel tsunami a la Província de Phuket (Tailàndia), els quals també tindran la possibilitat de rebre l'assistència psicològica que necessitin. 